# Jordan Romero
Jordan Romero, född den 12 juli 1996, är en amerikansk bergsklättrare som den 22 maj 2010, blev den yngsta personen någonsin att klättra till Mount Everests topp. Han var 13 år när han gjorde denna bedrift. Med på klättringen var hans far Paul Romero, hans fars flickvän Karen Lundgren och tre medhjälparna Ang, Dawa och Kharma. Han har tidigare bestigit Kilimanjaro i Tanzania, Elbrus i Ryssland, Aconcagua i Argentina, Denali i Alaska, USA och Carstensz pyramid i Indonesien.